# New Kids: The Final
New Kids: The Final é o segundo EP do grupo masculino sul-coreano iKON. É a última parte da série de álbuns em três partes do grupo, após o single álbum New Kids: Begin e o EP New Kids: Continue. Foi lançado pela YG Entertainment em 1 de outubro de 2018. O mini-álbum inclui um total de quatro faixas.

## Composição
O primeiro single do álbum é intitulado "Goodbye Road", que foi lançado com um videoclipe em 1 de outubro. A música é descrita como uma balada sentimental de hip-hop que fala sobre os sentimentos amargos de um término. O videoclipe que mostra os membros e uma mulher lamentando o fim de seu relacionamento, intercala cenas dramáticas e reflexivas com lembranças felizes e coreografias. A coreografia da música emula suas letras, com a declaração coral de "adeus" coincidindo com um movimento de mão ofegante. As outras três músicas do álbum também giram em torno dos temas da tristeza e solidão do amor e do término.

## Desempenho comercial
"Goodbye Road" ficou no topo das paradas coreanas e globais em seu lançamento. Ela ficou em primeiro lugar nas seis principais paradas coreanas, bem como na parada em tempo real da China, a QQ Music.

## Lista de músicas
| N.º            | Título                                           | Letras         | Música                       | Arranjo           | Duração |  |
| 1.             | "Goodbye Road" (이별길; ibyeolgil)               | B.I Bobby      | B.I Future Bounce Bekuh BOOM | Future Bounce     | 3:59    |  |
| 2.             | "Don't Let Me Know" (내가 모르게; naega moleuge) | B.I Seung      | B.I Millennium               | Millennium        | 3:21    |  |
| 3.             | "Adore You" (좋아해요; joh-ahaeyo)               | B.I Bobby      | B.I Seo Won-jin              | Seo Won-jin R.Tee | 3:30    |  |
| 4.             | "Perfect" (꼴좋다; kkoljohda)                    | B.I            | B.I Future Bounce            | Future Bounce     | 3:33    |  |
| Duração total: | Duração total:                                   | Duração total: | Duração total:               | Duração total:    | 14:23   |  |

## Paradas musicais
| Prada (2018)         | Posição |
| -------------------- | ------- |
| Coreia do Sul (Gaon) | 1       |

## Prêmios

### Programas de música
| Canção         | Programa                  | Data                  | Ref.   |
| -------------- | ------------------------- | --------------------- | ------ |
| "Goodbye Road" | Show Champion (MBC Music) | 10 de outubro de 2018 | [ 12 ] |
| "Goodbye Road" | Show Champion (MBC Music) | 17 de outubro de 2018 | [ 13 ] |
| "Goodbye Road" | M Countdown (Mnet)        | 11 de outubro de 2018 | [ 14 ] |
| "Goodbye Road" | M Countdown (Mnet)        | 18 de outubro de 2018 | [ 15 ] |
| "Goodbye Road" | Music Bank (KBS2)         | 12 de outubro de 2018 | [ 16 ] |
| "Goodbye Road" | Show! Music Core (MBC)    | 13 de outubro de 2018 | [ 17 ] |
| "Goodbye Road" | Inkigayo (SBS)            | 14 de outubro de 2018 | [ 18 ] |

## Histórico de lançamento
| País   | Data                 | Gravadora(s)                  | Formato              | Ref.   |
| ------ | -------------------- | ----------------------------- | -------------------- | ------ |
| Vários | 1 de outubro de 2018 | YG Entertainment, Genie Music | Download digital, CD | [ 19 ] |